# Liste der Monuments historiques in Saint-Pierre-de-l’Isle
Die Liste der Monuments historiques in Saint-Pierre-de-l’Isle führt die Monuments historiques in der französischen Gemeinde Saint-Pierre-de-l’Isle auf.

## Liste der Bauwerke
| Bezeichnung               | Beschreibung                              | Standort | Kennzeichnung | Schutzstatus | Datum | Bild           |
| ------------------------- | ----------------------------------------- | -------- | ------------- | ------------ | ----- | -------------- |
| Château de Mornay         | Schloss, erbaut Ende des 16. Jahrhunderts | (Lage)   | PA00105214    | Inscrit      | 1949  | weitere Bilder |
| Kirche St-Pierre-ès-Liens | Erbaut im 12. Jahrhundert                 | (Lage)   | PA17000004    | Inscrit      | 1996  | weitere Bilder |

## Liste der Objekte
- Monuments historiques (Objekte) in Saint-Pierre-de-l’Isle in der Base Palissy des französischen Kultusministeriums